# 田原本インターチェンジ
田原本インターチェンジ（たわらもとインターチェンジ）は、奈良県磯城郡田原本町の京奈和自動車道（大和御所道路）上に計画されているインターチェンジである。橿原・和歌山方面のみのハーフICとなる予定である。
京奈和自動車道一般部（橿原バイパス）を経て、奈良県道14号桜井田原本王寺線と接続する。

## 周辺
- 近鉄橿原線 田原本駅
- 近鉄田原本線 西田原本駅
- 田原本町役場

## 接続する道路
- 奈良県道14号桜井田原本王寺線

## 料金所
無料区間のため設置されない予定。

## 隣
E24 京奈和自動車道（大和御所道路）
三宅IC - 田原本IC(事業中) - (9)橿原北IC